# ليتشفيلد (كنتاكي)
ليتشفيلد (بالإنجليزية: Leitchfield, Kentucky)‏ هي مدينة تقع في مقاطعة غرايسون، كنتاكي بولاية كنتاكي في وسط جنوب شرق الولايات المتحدة. تبلغ مساحة هذه المدينة 22.8 (كم²)، وترتفع عن سطح البحر 227 م، بلغ عدد سكانها 6139 نسمة في عام 2000 حسب إحصاء مكتب تعداد الولايات المتحدة وتصل الكثافة السكانية فيها 270.3 نسمة/كم2.

## التركيبة السكانية
حدّد مكتب تعداد الولايات المتحدة بيانات التركيبة السكانية لليتشفيلد في تعداد الولايات المتحدة. في ما يلي، التركيبة السكانية حسب تعدادي 2000 و2010.

### تعداد عام 2000
بلغ عدد سكان ليتشفيلد 6,139 نسمة بحسب تعداد عام 2000، وبلغ عدد الأسر 2,485 أسرة وعدد العائلات 1,615 عائلة مقيمة في المدينة. في حين سجلت الكثافة السكانية 219.6 نسمة لكل كيلومتر مربع (568.8/ميل2). وبلغ عدد الوحدات السكنية 2,797 وحدة بمتوسط كثافة قدره 100 لكل كيلومتر مربع (259.0/ميل2).
وتوزع التركيب العرقي للمدينة بنسبة 96.63% من البيض و1.56% من الأمريكيين الأفارقة و0.26% من الأمريكيين الأصليين و0.18% من الأمريكيين ذوي الأصول الآسيوية و0.02% من سكان جزر المحيط الهادئ و0.33% من الأعراق الأخرى و1.03% من عرقين مختلطين أو أكثر و0.96% من الهسبانيون أو اللاتينيون من أي عرق.
بلغ عدد الأسر 2,485 أسرة كانت نسبة 36.1% منها لديها أطفال تحت سن الثامنة عشر تعيش معهم، وبلغت نسبة الأزواج القاطنين مع بعضهم البعض 44.1% من أصل المجموع الكلي للأسر، ونسبة 17.1% من الأسر كان لديها معيلات من الإناث دون وجود شريك،  بينما كانت نسبة 3.8% من الأسر لديها معيلون من الذكور دون وجود شريكة وكانت نسبة 35% من غير العائلات. تألفت نسبة 30.9% من أصل جميع الأسر من عدة أفراد يعيشون في نفس المنزل ونسبة 13.6% كانت تتألف من شخص يعيش بمفرده يبلغ من العمر 65 عاماً أو أكثر. وبلغ متوسط حجم الأسرة المعيشية 2.34، أما متوسط حجم العائلات فبلغ 2.89.
بلغ العمر الوسطي للسكان 34.8 عاماً. وكانت نسبة 25.5% من القاطنين تحت سن الثامنة عشر، وكانت نسبة 9.6% بين الثامنة عشر والرابعة والعشرين عاماً، ونسبة 27% كانت واقعةً في الفئة العمرية ما بين الخامسة والعشرين والرابعة والأربعين عاماً، ونسبة 19.4% كانت ما بين الخامسة والأربعين والرابعة والستين، ونسبة 13.3% كانت ضمن فئة الخامسة والستين عاماً فما فوق. يوجد لكل 100 أنثى 85.8 ذكر، ويوجد لكل 100 أنثى في الثامنة عشر من عمرها فما فوق 78.8 ذكر.
بلغ متوسط دخل الأسرة في المدينة 26,108 دولارًا، أما متوسط دخل العائلة فبلغ 32,398 دولارًا. وكان متوسط دخل الذكور 27,958 دولارًا مقابل 18,958 دولارًا للإناث. وسجل دخل الفرد الخاص بالمدينة 15,033 دولارًا. وكانت نسبة 17.5% من العائلات ونسبة 21.3% من السكان تحت خط الفقر، وكان من هؤلاء نسبة 32.8% تحت سن الثامنة عشر ونسبة 16.1% في الخامسة والستين من العمر وما فوق.

### تعداد عام 2010
بلغ عدد سكان ليتشفيلد 6,699 نسمة بحسب تعداد عام 2010، وبلغ عدد الأسر 2,548 أسرة وعدد العائلات 1,559 عائلة مقيمة في المدينة. في حين سجلت الكثافة السكانية 239.6 نسمة لكل كيلومتر مربع (620.6/ميل2). وبلغ عدد الوحدات السكنية 2,788 وحدة بمتوسط كثافة قدره 99.7 لكل كيلومتر مربع (258.2/ميل2).
وتوزع التركيب العرقي للمدينة بنسبة 94.45% من البيض و3.09% من الأمريكيين الأفارقة و0.19% من الأمريكيين الأصليين و0.76% من الأمريكيين ذوي الأصول الآسيوية و0.06% من سكان جزر المحيط الهادئ و0.22% من الأعراق الأخرى و1.22% من عرقين مختلطين أو أكثر و1.49% من الهسبانيون أو اللاتينيون من أي عرق.
بلغ عدد الأسر 2,548 أسرة كانت نسبة 32.3% منها لديها أطفال تحت سن الثامنة عشر تعيش معهم، وبلغت نسبة الأزواج القاطنين مع بعضهم البعض 40% من أصل المجموع الكلي للأسر، ونسبة 16.3% من الأسر كان لديها معيلات من الإناث دون وجود شريك،  بينما كانت نسبة 4.9% من الأسر لديها معيلون من الذكور دون وجود شريكة وكانت نسبة 38.8% من غير العائلات. تألفت نسبة 33.9% من أصل جميع الأسر من عدة أفراد يعيشون في نفس المنزل ونسبة 14.9% كانت تتألف من شخص يعيش بمفرده يبلغ من العمر 65 عاماً أو أكثر. وبلغ متوسط حجم الأسرة المعيشية 2.33، أما متوسط حجم العائلات فبلغ 2.95.
بلغ العمر الوسطي للسكان 36.0 عاماً. وكانت نسبة 22.9% من القاطنين تحت سن الثامنة عشر، وكانت نسبة 9.9% بين الثامنة عشر والرابعة والعشرين عاماً، ونسبة 28.9% كانت واقعةً في الفئة العمرية ما بين الخامسة والعشرين والرابعة والأربعين عاماً، ونسبة 22.8% كانت ما بين الخامسة والأربعين والرابعة والستين، ونسبة 15.5% كانت ضمن فئة الخامسة والستين عاماً فما فوق. وتوزع التركيب الجنسي للسكان بنسبة 51% ذكور و49% إناث.

## وصلات خارجية
- The US50 - Cities and Towns in Kentucky State